# رومان گریگوریان
رومان باغداساری گریگوریان (ارمنی: Ռոման Բաղդասարի Գրիգորյան؛ روسی: Роман Багдасарович Григорян؛ زادهٔ ۱۴ سپتامبر ۱۹۸۲ در مسکو) بازیکن فوتبال در پست هافبک ارمنی‌تبار اهل روسیه است.

## باشگاهی
از باشگاه‌هایی که در آن بازی کرده‌است می‌توان به تیتان کلین، شینیک یاروسلاول، کریلیا سووتوف سامارا، نفتخیمیک نیژنکامسک و باشگاه فوتبال آرماویر (روسیه) اشاره کرد.